# Río Mojotoro
Le río Mojotoro est un cours d'eau du nord-ouest de l'Argentine qui coule sur le territoire de la province de Salta. Il constitue le cours supérieur du río Lavayén qui lui doit l'essentiel de son débit. C'est donc un sous-affluent du rio Paraná par le río Lavayén, le río San Francisco, le río Bermejo et enfin par le río Paraguay.

## Géographie
Le río Mojotoro naît de l'union de deux cours d'eau, le río Vaqueros et le río La Caldera (ce dernier constituant en fait son cours supérieur), issus des versants nord-ouest très arrosés du Valle de Lerma, vaste zone déprimée qui court du nord au sud en bordure des plissements élevés des sierras subandines du nord-ouest argentin. 
Le río La Caldera, venu du nord, se dirige vers le sud en suivant l'axe de la vallée, en direction de la ville de Salta. Mais, arrivé dans la banlieue de cette ville, il conflue avec le río Vaqueros venu de l'ouest et confluant à angle droit, et prend alors le nom de río Mojotoro. À cet endroit, il effectue un coude brusque et se dirige vers l'est, quittant sans difficulté la zone déprimée du Valle de Lerma. Il coule alors droit vers l'est en direction de la ville de General Güemes, puis adopte l'orientation nord-est. 
Après avoir reçu de gauche les eaux du río Las Pavas, le río Mojotoro devient le río Lavayén.
La superficie de son bassin versant est de plus ou moins 1 200 km2.

## Affluents et sous-affluents
Branches mères : 
- Le río Santa Rufina (droite).
- Le río San Alejo (gauche).

Ces deux cours d'eau donnent naissance au río La Caldera, nom donné au cours supérieur du Mojotoro.
Affluents proprement dits :
- Le río Las Nieves (rive droite). 
  - Le río Yacones (rive droite).
- Le río Vaqueros (rive droite). 
  - Le río Lesser (rive gauche).
  - Le río Castellanos (rive droite).
- Le río Las Pavas (rive gauche).

## Hydrologie
Le río Mojotoro a un régime permanent de type pluvial, avec un débit maximal pendant les mois d'été. 

### Hydrométrie - les débits mensuels à El Angosto
Les débits de la rivière ont été observés sur une période de 44 ans (1942-1986) à la station hydrométrique d'El Angosto située dans la province de Salta, à quelque 20 kilomètres au nord-est de la ville de Salta, et ce pour une superficie prise en compte de 850 km2, soit plus des deux tiers du bassin versant total. 
À El Angosto, le débit annuel moyen ou module observé sur cette période était de 15,2 m3/s .
La lame d'eau écoulée dans le bassin atteint ainsi le chiffre élevé de 565 millimètres par an.